# Rusłan Walejew
Rusłan Saławatowycz Walejew (ukr. Руслан Салаватович Валєєв, ros. Руслан Салаватович Валеев, Rusłan Saławatowicz Walejew; ur. 31 października 1981 w Odessie) – ukraiński piłkarz pochodzenia tatarskiego, grający na pozycji pomocnika, a wcześniej napastnika.

## Kariera piłkarska

### Kariera klubowa
Wychowanek Czornomorca Odessa. W 1998 został zaproszony do Borussii Mönchengladbach, piłkarzem którego był Andrij Woronin. W 2000 wyjechał do Holandii, gdzie spędził 7 lat w klubach De Graafschap i FC Emmen. Z przyczyn szeregu kontuzji w lipcu 2007 powrócił do Czornomorca Odessa, gdzie występował jego młodszy brat Rinar. Ale wychodził na boisko tylko w drużynie rezerw. Na początku 2010 przeniósł się do Szynnika Jarosławl, ale i w nim rzadko wychodził na boisko, przeważnie na zmianę. W czerwcu 2010 za obopólną zgodą kontrakt został anulowany. Obecnie poszukuje klub.

### Kariera reprezentacyjna
Występował w juniorskich i młodzieżowych reprezentacjach Ukrainy.

## Sukcesy i odznaczenia

### Sukcesy reprezentacyjne
- wicemistrz Europy U-19: 2000
- uczestnik turnieju finałowego Mistrzostw Świata U-20: 2001

### Sukcesy indywidualne
- wybrany do listy 33 najlepszych piłkarzy Ukrainy: 2001 (nr 3)